# Blechnum
Blechnum és un gènere de falgueres de la família Blechnaceae que compta amb unes 150-220 espècies. Té una distribució cosmopolita. La major diversitat d'espècies es troba en zones tropicals de l'hemisferi sud.
La majoria són plantes herbàcies però unes poques espècies, com B. buchtienii i B. schomburgkii (a l'Equador), són falgueres arborescents de fins a 3 m d'alt.

## Espècies dels Països Catalans[1]
- Blechnum spicant

## Altres espècies
- Blechnum blechnoides
- Blechnum brasiliense Desv.
- Blechnum buchtienii Rosenst.
- Blechnum chilense Kaulf.
- Blechnum cordatum (Desv.) Hieron. (syn. B. chilense)
- Blechnum discolor
- Blechnum durum
- Blechnum filiforme
- Blechnum fluviatile
- Blechnum gibbum
- Blechnum lanceola Sw.
- Blechnum magellanicum
- Blechnum nigrum
- Blechnum nipponicum (Kunze) Makino
- Blechnum obtusatum (Labill.) Mett.
- Blechnum occidentale L.
- Blechnum orientale L.
- Blechnum penna-marina (Poir.) Kuhn
- Blechnum schomburgkii (Klotzsch) C. Chr.
- Blechnum serrulatum Rich.
- Blechnum vittatum Brack.
- Blechnum volubile Kaulf.

## Conreu i ús
Algunes espècies són plantes ornamentals.